# NH-Amundi자산운용
NH-Amundi자산운용(엔에이치아문디자산운용)은 대한민국의 자산운용사로 농협금융지주와 프랑스 Amundi의 합작 자산운용사이다.

## 연혁
- 2003년 1월 : 농협CA투자신탁운용 설립
- 2007년 8월 : 농협CA투자신탁운용에서 NH-CA자산운용으로 사명 변경
- 2012년 3월 : 농협의 신경분리로 금융 계열사로 구성된 ‘NH농협금융지주’ 출범
- 2016년 5월 : NH-CA자산운용에서 NH-Amundi자산운용으로 사명 변경

## 주요펀드
NH-Amundi 1.5배 레버리지 인덱스 증권[주식-파생형]